# 모노르구

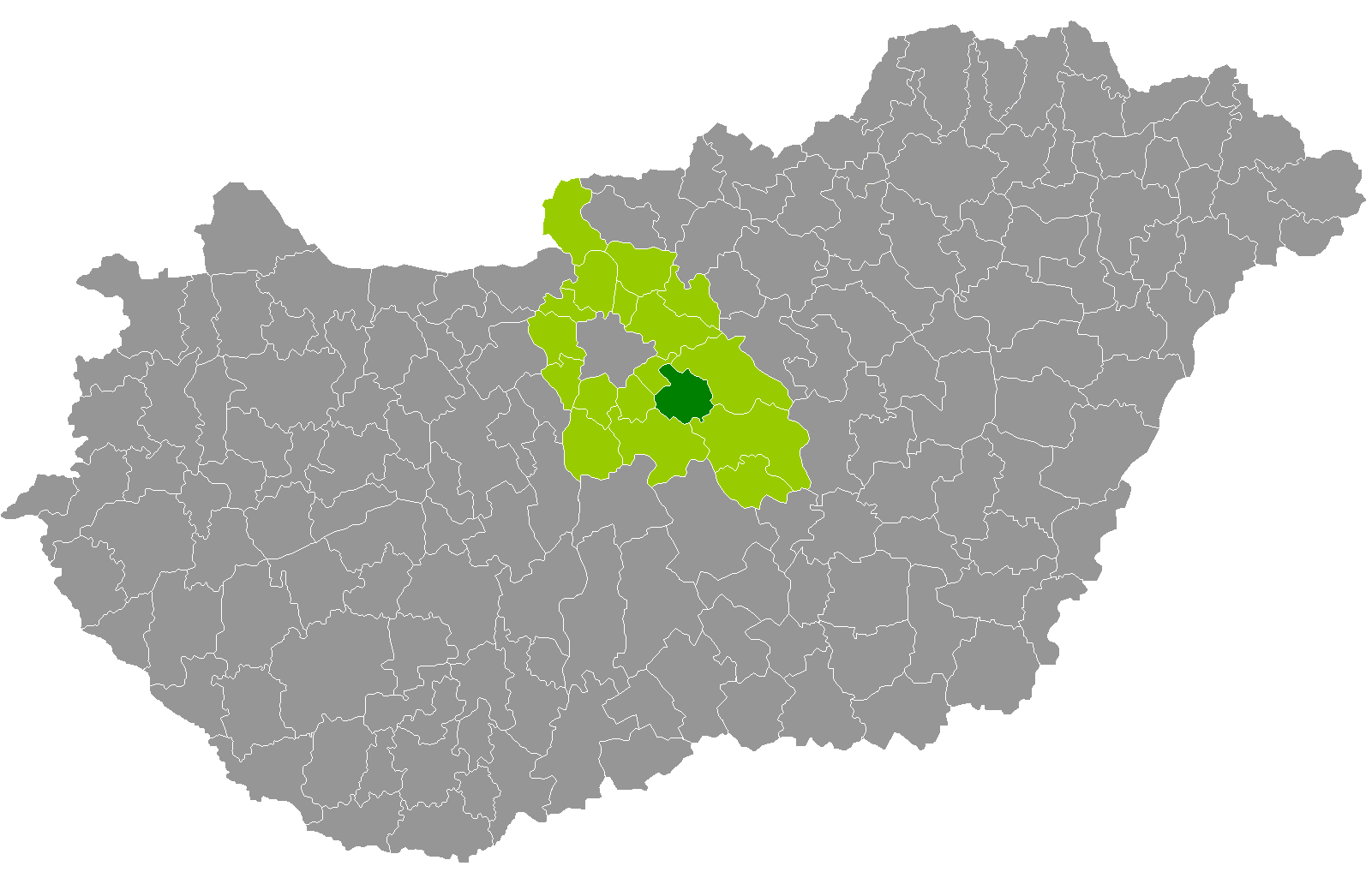
페슈트주 지도에 표시된 모노르구의 위치

모노르구(헝가리어: Monori járás)는 헝가리 페슈트주에 위치한 구로 구청 소재지는 모노르이며 면적은 329.81km2, 인구는 64,016명(2011년 기준), 인구 밀도는 194명/km2이다.
북동쪽으로는 너지카터구, 남동쪽으로는 체글레드구, 남쪽으로는 더버시구, 서쪽으로는 잘구, 북서쪽으로는 베체시구와 접한다. 12개 지방 자치체(3개 시, 9개 마을)를 관할한다.

구 문장